# Ben Cohen

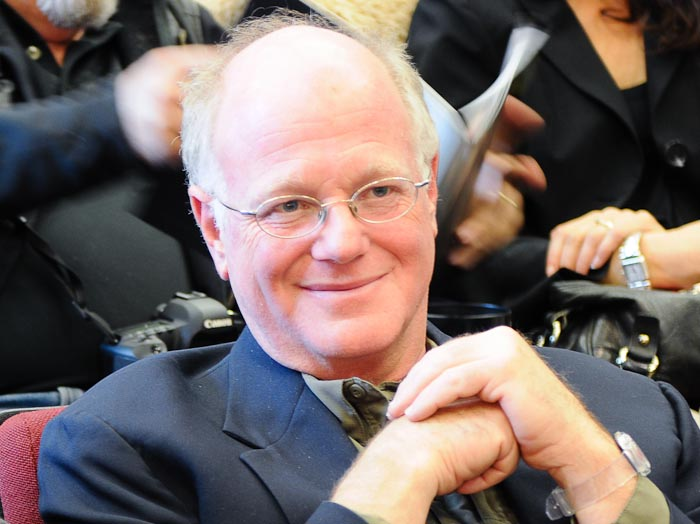
Ben Cohen

Ben Cohen (Brooklyn, 18 maart 1951) is een Amerikaans zakenman, activist en filantroop. Met Jerry Greenfield is hij medeoprichter van het ijsmerk Ben & Jerry's.

## Levensloop en activiteiten
Cohen ontmoette Greenfield op school in Merrick in 1963 tijdens de gymles. Ze waren beste vrienden op de middelbare school. Nadien gingen ze beiden een andere kant op. Cohen studeerde aan Colgate University, Skidmore College, The New School en New York University. Na allerlei baantjes begon Cohen knutselles te geven aan probleemjongeren. 
Rond 1977 besloten Cohen en zijn oude vriend Greenfield om samen een ijszaak te beginnen. In mei 1978 openden ze het Ben & Jerry's-ijssalon in Burlington (Vermont). De ijssalon bleek een succes. Ben Cohen gaf zijn positie als ceo op in 1996. Sinds 2000, toen Ben & Jerry's werd overgenomen door Unilever, is Cohen niet meer actief betrokken bij het bedrijf.
Sinds Ben & Jerry's is uitgegroeid tot een nationaal en internationaal merk, is Cohen betrokken in filantropie. Een aandeel van de winst van het bedrijf vloeit automatisch naar de Ben & Jerry Foundation, die goede doelen steunt.
Daarnaast mengt Cohen zich in het politieke debat als voorstander van progressieve Democraten, zoals Dennis Kucinich (presidentskandidaat 2004), Barack Obama (presidentskandidaat 2008) en Bernie Sanders (presidentskandidaat 2016 en 2020). In 2019 werd Cohen aangeduid als nationaal co-voorzitter van Bernie Sanders' presidentscampagne voor 2020.